# Автоматика ликвидации асинхронного режима
Автоматика ликвидации асинхронного режима (автоматика прекращения асинхронного хода) (АЛАР), (АПАХ) — автоматическая система управления в электроснабжении, является автоматикой энергосистем, поддерживая их устойчивость (глобально).

## Назначение
В энергосистемах генераторы электростанций включены параллельно и в нормальном состоянии ЭДС, вырабатываемая на этих генераторах, имеет одинаковую частоту и фазу (все векторы ЭДС вращаются синхронно). Это необходимо для исключения перетоков мощности между генераторами. Кроме того, все генераторы являются синхронными машинами и работают в синхронном режиме (скольжение основного магнитного поля S равно нулю, ненулевые значения наблюдаются лишь при пуске и кратковременно в переходных режимах — набросе и сбросе нагрузки).
Незначительные изменения мощности потребления и генерации (в масштабах энергосистемы) приводят к малой разнице в частотах ЭДС, вырабатываемых в частях энергосистемы и появлению небольших «качаний» напряжения (биений), называемых «синхронными качаниями». При этом генераторы не выпадают из синхронизма и качания в системе достаточно быстро затухают (благодаря демпфирующим свойствам «бельичих клеток» и массивных деталей роторов генераторов).
При дефиците активной мощности в части энергосистемы или в одной из энергосистем по причине отключения части генераторных мощностей (отключение ЛЭП, по которой передаются значительные мощности извне; аварийный останов генератора или группы генераторов, вносящих весомый вклад в выработку электроэнергии в рассматриваемой системе), нагружаются оставшиеся в работе генераторы, частота вращения их понижается и при несвоевременно принятых мерах они переходят в асинхронный режим («выпадение из синхронизма»), при этом скольжение приобретает значительные величины (магнитное поле начинает вращаться относительно ротора машины). Начало асинхронного режима может быть спровоцировано глубоким понижением напряжения в системе (например, из-за не отключённого вовремя к.з.).
Вектора ЭДС генераторов, вошедших в асинхронный режим, начинают вращаться относительно векторов ЭДС остальной энергосистемы (угол поворота роторов друг относительно друга более 180 град), сопровождаемые огромными перетоками мощности между генераторами, создавая т. н. «качание сети», при котором величина напряжения в системе изменяется от минимальных до максимальных значений (происходят биения от сложения ЭДС с разной фазой и частотой; особенное уменьшение напряжения наблюдается в т. н. «центрах качаний»), происходит увеличение потребления промышленной нагрузки (за счёт лавинообразного останова асинхронных двигателей — основной промышленной нагрузки — т. н. «опрокидывание асинхронных двигателей»), отключение оставшихся генераторов их релейной защитой и выход из строя всей энергосистемы и даже нескольких энергосистем с потерей энергопотребления огромных районов и нанесением колоссальных убытков.
Для исключения возникновения асинхронного хода на генераторах, возникновения асинхронных качаний в сети и развала всей системы предназначена АЛАР, иногда именуемая АПАХ (название считается устаревшим).

## Принцип действия
АЛАР относится к сложным и ответственным системам, обеспечивающим устойчивость энергосистемы в целом.
Принципы действия АЛАР различаются по разновидностям пусковых устройств (ПУ):
- Скорости снижения сопротивления (АЛАР ФССС);

Реагирует на характерное для асинхронного режима медленного понижения напряжения и роста тока (на снижение комплексного сопротивления сети с ограниченной скоростью с последующим изменением направления мощности).
- Повышения фазового угла электропередачи (АЛАР ФПФУ);

Фиксирует начало асинхронного хода по нарастанию фаз напряжения в контрольных точках сети.
- Циклов асинхронного режима — фиксирования циклов (АЛАР ФЦ);

Фиксирует начало асинхронного хода по циклическим срабатываниям реле сопротивления (или реле максимального тока) и совместных с ним циклов срабатывания и возврата реле активной мощности.
- Фазного тока (АЛАР ФТ).

Типовое устройство АЛАР состоит из нескольких ступеней срабатывания (до трёх), принципы срабатывания ПУ которых различны.
Улавливая возникновение качаний в сети АЛАР отключает часть линий внутри энергосистемы, разделяя их на автономно работающие части, чем обеспечивает восстановление синхронного режима (ресинхронизация). В этом случае АЛАР является разновидностью делительной защиты. При этом АЛАР работает совместно с автоматической частотной разгрузкой (АЧР). После установления нормального режима в разделённых частях происходит включение линий между ними и целостность энергосистемы восстанавливается.

## Требования к АЛАР
Поскольку развитие асинхронного режима (и возникновение качаний) могут происходить лавинообразно, то АЛАР должна иметь достаточное быстродействие. Кроме того система АЛАР должна различать опасный асинхронный режим и неопасные синхронные качания.

## Модели АЛАР
Системы АЛАР выпускаются в виде готовых к использованию блоков, а также шкафов с различными алгоритмами противоаварийной автоматики.
В простейшем случае АЛАР как делительная защита, действующая при возникновении асинхронного режима может быть выполнена с помощью трёх токовых реле (например РТ-40), включаемых в фазные токи, при этом контакты этих реле включаются последовательно. Выдержка времени и ток срабатывания подобных защит задаются службами (группами) энергетических режимов (время действия составляет от 0 до 0,5 с, а ток срабатывания отстраивается от максимального рабочего тока линии, на 20-30 % больше него; коэффициент чувствительности (допустимое значение устанавливается на уровне 1,5-2) проверяется для тока, который может проходить при асинхронном режиме по линиям низшего напряжения, при отключении линии высшего напряжения и угле между ЭДС этих систем, равном 180°).